# Guancha apicalis
Guancha apicalis är en svampdjursart som beskrevs av Brøndsted 1931. Guancha apicalis ingår i släktet Guancha och familjen Clathrinidae. Inga underarter finns listade i Catalogue of Life.